# Aleochara gracilicornis
Aleochara gracilicornis är en skalbaggsart som beskrevs av Max Bernhauer 1901. Aleochara gracilicornis ingår i släktet Aleochara och familjen kortvingar. Inga underarter finns listade i Catalogue of Life.